# Turbulette
Ne pas confondre avec la douillette, vêtement ecclésiastique.

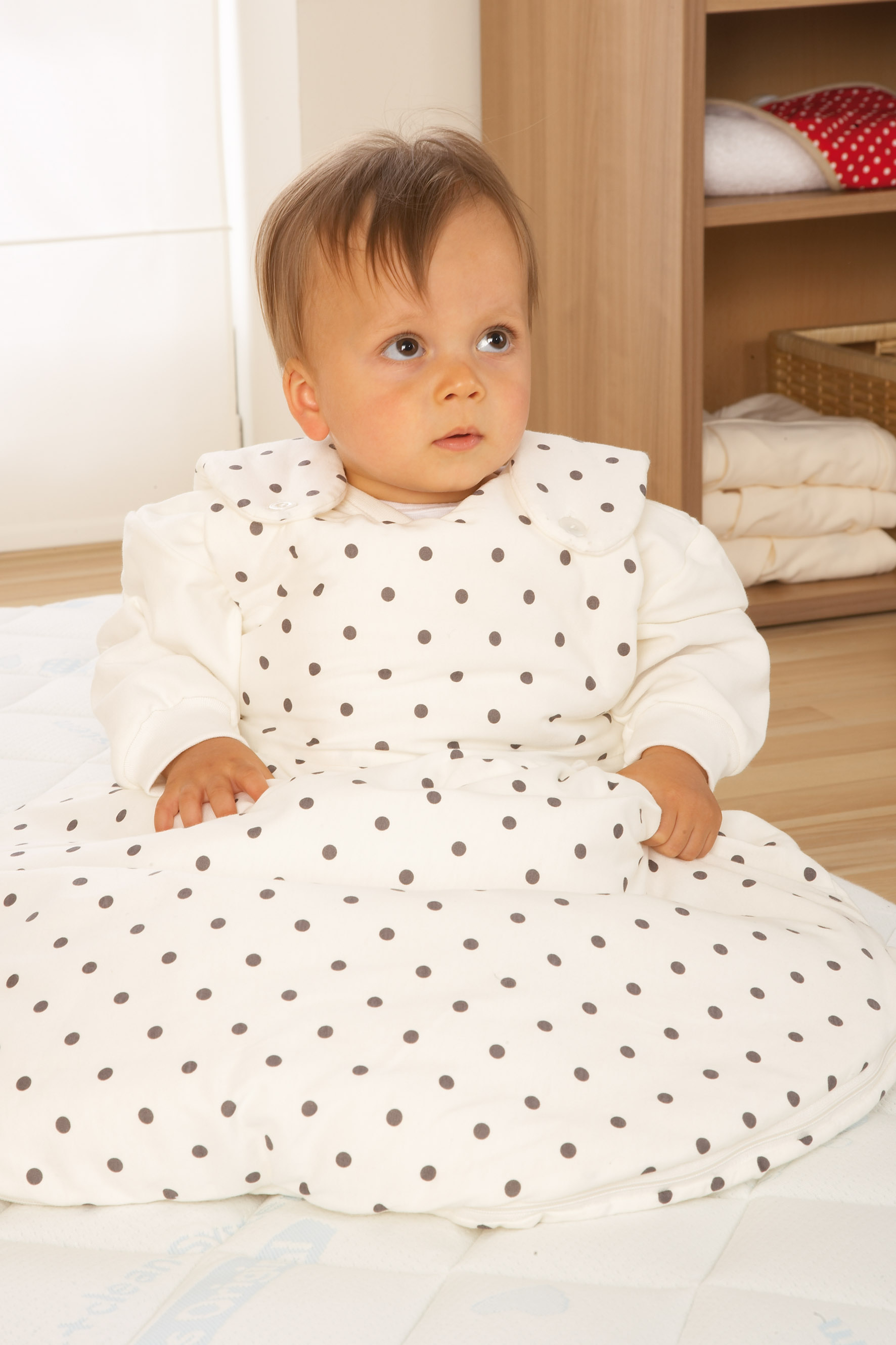
Bébé dans une turbulette.

Une turbulette, également appelée gigoteuse ou douillette, est un vêtement pour bébé qui est porté pour dormir, et qui laisse découverts les bras et la tête.
C’est un petit sac de couchage retenu aux épaules par des bretelles. Il permet d'éviter d’utiliser une couverture ou une couette et d'écarter ainsi tout risque d'étouffement des très jeunes enfants. Certains modèles plus chauds couvrent également les bras. Un cordon est parfois attaché à la turbulette et relie l'enfant au matelas, ce qui l'empêche de tourner ou se lever.
Le mot turbulette vient de « turbulent » qui est un synonyme d'« agité ».